# Закаспийское временное правительство
Закаспийское временное правительство (или Временный исполнительный комитет Закаспийской области) — эсеро-меньшевистское правительство, созданное в результате антибольшевистского восстания рабочих в Асхабаде 11—12 июля 1918 во главе с эсером Ф. А. Фунтиковым. В состав правительства входили эсеры, меньшевики, туркменские ханы, дашнаки, представители дореволюционной администрации. К 21 июля почти на всей территории Закаспийской области установлена власть повстанцев, сосредоточенная в руках стачечных комитетов.
Товарищем председателя правительства был счетовод отделения Среднеазиатской железной дороги эсер Курилев. Правый эсер Л. А. Зимин, бывший директор реального училища в городе Мерв, стал комиссаром по внутренним, а инженер-путеец В. Дохов — по иностранным делам. Также в Исполнительный комитет вошли бывший комиссар Временного правительства в Закаспийской области, присяжный поверенный граф Доррер (кадет) и бывший командир 2-го Туркестанского корпуса генерал-лейтенант И. В. Савицкий. Туркмен представляли генерал Ураз-Сердар (сын последнего туркменского хана Тыкма-Сердара) и офицеры русской службы — Хаджи-Мурат, хан Иомудский и Овозбаев. Закаспийское правительство выдвинуло лозунг созыва Учредительного собрания.
28 июля, после поражения нанесенного вооруженным отрядам ЗВП под Чарджуем, ЗВП обратилось за помощью к британской миссии в Мешхеде. 19 августа ЗВП подписало с генералом У. Маллесоном (см.: Английская интервенция в Средней Азии). ЗВП поддерживало связь с Бухарским эмиратом.
В ноябре 1918 года комиссары были переименованы в управляющих отделами. Отделы, объединённые в Совет управляющих, имели также полномочия по подготовке законопроектов, предлагавшихся на рассмотрение Исполкома. Исполком назначал и отрешал от должностей управляющих. Финансовым отделом стал руководить бывший управляющий асхабадским отделением Государственного банка Смирнов, отделом путей сообщения — инженер Степанов. Зимин по-прежнему руководил отделом внутренних дел, Отделом иностранных дел — бывший 2-й секретарь российской дипломатической миссии в Тегеране Ю. Макаров а помощник присяжного поверенного И.Дружкин — розыскным бюро (полиция и контрразведка).
15 января 1919 года, после рабочих волнений в Асхабаде, Маллесон разогнал и частично арестовал ЗВП и заменил его Комитетом общественного спасения, иначе Директорией (в составе 5 комиссаров, утверждённых Исполкомом) под руководством Дружкина. Директория включала 3 русских членов и 2 туркменских. 20 марта на «съезде представителей городов, крестьян и профсоюзов» были избраны от русских: Д. А. Акимов от профсоюзов, Л. А. Зимин и генерал-майор Крутень. Туркменские члены избирались местными национальными собраниями.
После ухода английских войск из Закаспия (апрель — июль 1919) руководство антибольшевистскими силами перешло к представителям А. И. Деникина. 9 июля части Красной Армии взяла Асхабад. После этого, 8 августа Директория была расформирована, и край возглавил временно командующий войсками Закаспийской области генерал-майор С. Н. Лазарев, при котором был создан аппарат управления при Главноначальствующем Области по образцу организации власти на деникинском Юге.
В феврале 1920 Красной армией был занят весь Закаспий.